# 三陽製作所
株式会社三陽製作所（さんようせいさくしょ）は、愛知県刈谷市井ヶ谷町に本社を置く輸送用機械器具製造メーカー。主にプレス加工による自動車部品の製造を行っている。

## 沿革
1957年（昭和32年）に鈴木繁により有限会社三陽製作所が設立され、自動車部品のプレス加工を始める。1968年（昭和43年）に株式会社に組織変更され、現在の基礎が出来上がった。1997年（平成9年）には愛知県刈谷市井ヶ谷町に本社機能及び工場を集約させ、現在に至る。1999年（平成11年）にISO9001を取得、2001年（平成13年）にISO14001を取得した。また、2002年（平成14年）にはベトナムのホーチミンに子会社としてSANYO SEISAKUSHO VIETNAM Co. Ltd. (SSVN) を設立し、2011年（平成23年）には中国の広東省佛山市に佛山灿阳精密冲压有限公司を子会社として設立するなど、グローバル化する自動車産業への対応を進めている。

## トータルプロダクトシステム
金型からアッセンブリーまでの一貫生産によるトータルプロダクトシステムにより、試作品からの受注を行うことによって原価低減及び生産効率、高品質の精密部品プレス加工を得意としている。

## 主要製品
- ATミッション用プレート類
- その他4輪車用部品
- 自動二輪車部品全般
- 汎用機器用部品全般

## 主な取引先
- 本田技研工業
- 本田技術研究所
- アイシン
- ユタカ技研
- ケーヒン
- アツミテック
- ジヤトコ
- 日本電産トーソク
- 川崎重工業
- 都筑製作所

## 本社・工場
- 本社：愛知県刈谷市井ヶ谷町庄司50-18
- 岐阜工場